# 699

## Hlavy států
- Papež – Sergius I. (687–701)
- Byzantská říše – Tiberios III.
- Franská říše – Childebert III. (695–711)
  - Austrasie – Pipin II. (majordomus) (679–714)
- Anglie
  - Wessex – Ine
  - Essex – Sigeheard + Swaefred
  - Kent – Withred
- Bulharsko
  - První bulharská říše – Asparuch? – Tervel?
  - Volžsko-Bulharský chán – Kotrag (660-700/710)